# Obrh pri Dragatušu
Obrh pri Dragatušu je naselje u slovenskoj Općini Črnomelju. Obrh pri Dragatušu se nalazi u pokrajini Dolenjskoj i statističkoj regiji Jugoistočnoj Sloveniji. 

## Stanovništvo
Prema popisu stanovništva iz 2002. godine naselje je imalo 97 stanovnika.